# کارلوس آرماندو گروئزو آربولدا
کارلوس آرماندو گروئزو آربولدا (انگلیسی: Carlos Armando Gruezo Arboleda؛ زادهٔ ۱۹ آوریل ۱۹۹۵) یک بازیکن فوتبال اهل اکوادور است.
وی همچنین در تیم ملی فوتبال اکوادور بازی کرده‌است.